# Sławomir Majak
Sławomir Bogusław Majak (ur. 12 stycznia 1969 w Radomsku) – polski piłkarz i trener piłkarski. Reprezentant Polski. Piłkarz Roku w Polsce w Plebiscycie Piłki Nożnej z 1997 roku.

## Kariera zawodnicza
Pierwsze piłkarskie kroki Majak stawiał w zespole Startu Gidle. W sezonie 1987/88 trafił do RKS Radomsko, z którego po zakończeniu rozgrywek przeszedł do Łódzkiego KS. W barwach tego klubu Majak zadebiutował w ekstraklasie, dla łodzian strzelił także swoją pierwszą bramkę w najwyższej klasie rozgrywkowej. Po roku zawodnik przeszedł do drugoligowego Igloopolu Dębica. Dębicę opuścił jesienią 1993, gdy Igloopol ponownie występował na zapleczu ekstraklasy. Majak trafił do szwedzkiego Köping FF.
Po powrocie do Polski został zawodnikiem Zagłębia Lubin. W dziewięćdziesięciu dziewięciu spotkaniach zdobył trzydzieści dwa gole. Zagrał przeciwko Milanowi, a 15 listopada 1995 zagrał od pierwszej minuty w meczu reprezentacji Polski z Azerbejdżanem (0:0) w ramach eliminacji do Mistrzostw Europy.
Zimą 1995 roku Majak wyjechał do niemieckiej II Bundesligi, gdzie wiosną reprezentował barwy niemieckiego Hannoweru. Strzelił wówczas swoją pierwszą bramkę w lidze. Po pół roku wrócił do Polski, do Widzewa Łódź. Łodzianom po dwumeczu z Broendby Kopenhaga udało się awansować do Ligi Mistrzów. Majak był podstawowym zawodnikiem zespołu prowadzonego przez Franciszka Smudę. Majak zdobył dla Widzewa dwanaście goli.
Sezon 1997/98 rozpoczął już jako zawodnik niemieckiej Hansy Rostock. W tym klubie występował przez cztery sezony, podczas których rozegrał w niemieckiej lidze sto osiem spotkań, w których strzelił piętnaście bramek.
Od sezonu 2001/02 występował przez półtora roku w cypryjskim Anorthosis Famagusta Larnaka. Majak strzelił w sezonie osiem bramek. Wiosnę 2003 roku piłkarz spędził w Piotrcovii Piotrków Trybunalski, gdzie zagrał w pięciu meczach i rozwiązał kontrakt. W kolejnych rozgrywkach znów pojawił się w Anorthosisie, by w sezonie 2004/05 definitywnie wrócić do kraju. Zawodnik zdecydował się podpisać umowę z RKS Radomsko, w którym rozpoczął później pracę w roli szkoleniowca.

## Kariera trenerska
Swoją przygodę z trenerką Majak rozpoczął w 2005 roku w RKS Radomsko. Z radomszczańskim klubem spadł z II ligi (przegrywając na wiosnę wszystkie mecze) i wkrótce rozstał się z RKS-em.
Od wiosny 2006 roku Sławomir Majak prowadził Concordię Piotrków Trybunalski. W sezonie 2007/08 jego zespół po rundzie jesiennej przewodził w tabeli grupy I trzeciej ligi.
Od 17 listopada 2008 roku Sławomir Majak piastował funkcję trenera występującego w III lidze Orlicza Suchedniów. Postawiono przed nim cel polegający na utrzymaniu zespołu w nowej III lidze. W chwili objęcia Orlicz zespół zajmował po rundzie jesiennej przedostatnie miejsce w grupie małopolsko-świętokrzyskiej. W sezonie 2015/16 trenował Pelikana Niechanowo (III liga), następnie II ligową Olimpię Zambrów, skąd trafił do III ligowego Mazura Ełk.
W grudniu 2016 roku objął III ligowy Finishparkiet Drwęca Nowe Miasto Lubawskie. W czerwcu 2016 roku zdobył z tym klubem mistrzostwo III ligi grupy I, lecz mimo tego klub nie uzyskał awansu do II ligi z powodu wymogów licencyjnych, których nie spełnił stadion Drwęcy. W lipcu 2017 roku, po rozegraniu meczów sparingowych przed rundą jesienną sezonu 2017/18, Majak zrezygnował z funkcji trenera Drwęcy NML.
5 września 2017 roku objął funkcję trenera III-ligowego ostródzkiego Sokoła. 30 kwietnia 2018 został zwolniony przez zarząd klubu. Pod jego wodzą Sokół odniósł 6 zwycięstw, 6 remisów oraz zanotował 7 porażek, odpadł także w ćwierćfinale Wojewódzkiego Pucharu Polski z GKS Wikielec. 
Na początku maja 2018 roku Majak objął stanowisko trenera IV-ligowej Unii Swarzędz po Jakubie Ostrowskim.
30 sierpnia 2019 został trenerem III-ligowego KSZO 1929 Ostrowiec Świętokrzyski. W grudniu 2020 roku został trenerem Siarki Tarnobrzeg, z którą awansował do II ligi. Został zwolniony 22 sierpnia 2022 roku.

## Kariera reprezentacyjna
W reprezentacji narodowej zagrał w 22 spotkaniach, debiutował 15 listopada 1995 w meczu z reprezentacją Azerbejdżanu w Trabzon (0:0), ostatni raz zagrał 26 stycznia 2000 z Hiszpanią w Kartagenie.
| l.p. | Data                 | Miejsce    | Przeciwnik  | Rezultat | Rozgrywki       | Grał   | Uwagi        |
| ---- | -------------------- | ---------- | ----------- | -------- | --------------- | ------ | ------------ |
| 1.   | 15 listopada 1995    | Trabzon    | Azerbejdżan | 0-0      | elim. Euro 1996 | do 45' |              |
| 2.   | 14 lutego 1997       | Ajia Napa  | Litwa       | 0-0      | towarzyski      | od 46' |              |
| 3.   | 15 lutego 1997       | Ajia Napa  | Cypr        | 3-2      | towarzyski      | do 70' |              |
| 4.   | 17 lutego 1997       | Derinia    | Łotwa       | 3-2      | towarzyski      | 90'    |              |
| 5.   | 12 marca 1997        | Ostrawa    | Czechy      | 1-2      | towarzyski      | od 46' |              |
| 6.   | 30 kwietnia 1997     | Neapol     | Włochy      | 0-3      | elim. MŚ 1998   | od 46' |              |
| 7.   | 22 maja 1997         | Solna      | Szwecja     | 2-2      | towarzyski      | do 86' |              |
| 8.   | 31 maja 1997         | Chorzów    | Anglia      | 0-2      | elim. MŚ 1998   | 90'    | Żółta kartka |
| 9.   | 6 września 1997      | Warszawa   | Węgry       | 1-0      | towarzyski      | do 71' |              |
| 10.  | 24 września 1997     | Olsztyn    | Litwa       | 2-0      | towarzyski      | do 45' |              |
| 11.  | 7 października 1997  | Kiszyniów  | Mołdawia    | 3-0      | elim. MŚ 1998   | 90'    |              |
| 12.  | 11 października 1997 | Tbilisi    | Gruzja      | 0-3      | elim. MŚ 1998   | do 63' | 63'          |
| 13.  | 25 lutego 1998       | Ramat Gan  | Izrael      | 0-2      | towarzyski      | od 76' |              |
| 14.  | 25 marca 1998        | Warszawa   | Słowenia    | 2-0      | towarzyski      | do 80' |              |
| 15.  | 27 maja 1998         | Chorzów    | Rosja       | 3-1      | towarzyski      | 90'    |              |
| 16.  | 10 października 1998 | Warszawa   | Luksemburg  | 3-0      | elim. Euro 2000 | od 63' |              |
| 17.  | 3 lutego 1999        | Ta’ Qali   | Malta       | 1-0      | towarzyski      | do 45' |              |
| 18.  | 3 marca 1999         | Warszawa   | Armenia     | 1-0      | towarzyski      | od 46' |              |
| 19.  | 31 marca 1999        | Chorzów    | Szwecja     | 0-1      | elim. Euro 2000 | do 69' |              |
| 20.  | 4 czerwca 1999       | Warszawa   | Bułgaria    | 2-0      | elim. Euro 2000 | od 81' |              |
| 21.  | 9 czerwca 1999       | Luksemburg | Luksemburg  | 3-2      | elim. Euro 2000 | od 87' |              |
| 22.  | 26 stycznia 2000     | Kartagena  | Hiszpania   | 0-3      | towarzyski      | 90'    |              |

## Sukcesy

### Drużynowe

#### Widzew Łódź
- Mistrzostwo Polski (1): 1996/97

#### AS Anórthossis Ammochóstou
- Puchar Cypru (2): 2001/02, 2002/03

### Trenerskie

#### Drwęca Nowe Miasto Lubawskie
- Mistrzostwo III ligi (1): 2016/17

#### Siarka Tarnobrzeg
- Mistrzostwo III ligi (1): 2021/22

### Indywidualne
- Piłkarz Roku w Plebiscycie Piłki Nożnej: 1997

## Życie prywatne
Żonaty, ma córkę Milenę oraz dwóch synów Mateusza (ur. 1990), który jest dziennikarzem sportowym Eleven Sports i Michała (ur. 1999), który jest piłkarzem.

## Kłopoty z prawem
17 września 2007 został zatrzymany przez policję pod zarzutem prowadzenia pojazdu w stanie nietrzeźwym. 10 lipca 2009 przedstawiony został mu zarzut na tle korupcji w polskim futbolu. Wobec podejrzanego zastosowano środek zapobiegawczy w postaci poręczenia majątkowego w kwocie 10 tys. zł. oraz dozór policji.